# Elías Solorio Lara
Elías Solorio Lara es un guionista, productor y director de televisión mexicano. Es conocido por escribir y producir varios programas de Televisa entre ellos La Familia P. Luche, Mi Querida Herencia y Vecinos, entre otros.

## Filmografía
| Año       | Título                            | Escritor | Productor | Notas                      |
| --------- | --------------------------------- | -------- | --------- | -------------------------- |
| 1997      | Amada enemiga                     | No       | Sí        | Jefe de producción         |
| 1998      | La Mentira                        | No       | Sí        | Jefe de producción         |
| 1999      | Infierno en el Paraiso            | No       | Sí        | Jefe de producción         |
| 2000-2001 | Abrázame muy fuerte               | No       | Sí        | Jefe de producción         |
| 2002-2004 | XHDRBZ                            | No       | Sí        | Productor asociado         |
| 2004      | Hospital El Paisa                 | No       | Sí        | Productor ejecutivo        |
| 2005-2024 | Vecinos                           | Sí       | Sí        | Guion, productor ejecutivo |
| 2007-2012 | La Familia P. Luche               | No       | Sí        | Productor                  |
| 2009      | Ellas son... la alegría del hogar | Sí       | Sí        | Productor                  |
| 2019      | Hasta que la herencia nos separe  | No       | Sí        | Productor                  |
| 2019-2021 | Mi querida herencia               | Sí       | Sí        | Guion, productor ejecutivo |
| 2023-     | ¿Es neta, Eva?                    | Sí       | Sí        | Director                   |